# Ritorno in pista
Ritorno in pista (På villspor) è un film del 2025 diretto da Hallvar Witzø, basato su uno scritto di Maria Karlsson.

## Trama
Emilie, una madre giovane e divorziata da poco, senza un lavoro stabile e con una figlia, Lilli, da mantenere è una ragazza che non ha trovato ancora la sua strada. Inoltre ha la tendenza ad annegare i suoi fallimenti nell'alcol. La svolta le arriva quando suo fratello maggiore Gjermund le lancia una sfida: partecipare al Birken, una maratona di sci di fondo di 54 chilometri.

## Distribuzione
Il film è stato distribuito in streaming sulla piattaforma Netflix il 27 febbraio 2025.